# Lista de municípios de Santa Fé
A província de Santa Fé, Argentina, divide-se em municípios, os quais têm um ejido delimitado que cobre toda a província. A província de Santa Fé é um dos poucos casos onde o ejido do município pode chegar a abranger parte de dois departamentos. Regem a vida municipal a Constituição Provincial e a Lei de Municípios Nº 2756. A Constituição estabelece: é município todo centro urbano em que haja uma população maior de dez mil habitantes. Estes serão de primeira categoria quando superarem os 200.000 habitantes, e de segunda categoria quando não alcançarem esse montante. Por sua vez, os centros povoados com menos de 10.000 habitantes podem-se constituir como comunas.
Com pouco menos de 400 municípios, a província de Santa Fé ocupa o segundo lugar na Argentina em relação ao número de municípios, só superada pela província de Córdoba. Nos municípios da província de Santa Fé, não está prevista a opção de redigir uma Carta Orgânica, embora a Lei de Municípios estabeleça que, no lapso de dois anos da criação do município, este deve confeccionar um expediente urbano e um plano regulador.

## Municípios de 1ª categoria
| Município | Intendente               | População (2001) |
| --------- | ------------------------ | ---------------- |
| Rosario   | Roberto Miguel Lifschitz | 909.397          |
| Santa Fé  | Mario Barletta           | 369.589          |

## Municípios de 2ª categoria
| Município                 | Intendente                 | População (2001) |
| ------------------------- | -------------------------- | ---------------- |
| Armstrong                 | Fernando Ricardo Fischer   | 10.388           |
| Arroyo Seco               | Pedro Spina                | 20.008           |
| Avellaneda                | Orfilio Eliseo Marcón      | 23.077           |
| Calchaquí                 | Fabián Couveri             | 10.221           |
| Cañada de Gómez           | Stella Maris Clerici       | 29.833           |
| Capitán Bermúdez          | Fabián Gustavo Varela      | 27.060           |
| Carcarañá                 | Mauro Decandido            | 15.619           |
| Casilda                   | Eduardo Daniel Rosconi     | 32.002           |
| Ceres                     | Camilo Busquets            | 13.779           |
| Coronda                   | Juan Carlos Naon           | 16.975           |
| El Trébol                 | Fernando Almada            | 10.506           |
| Esperanza                 | Rafael Antonio de Pace     | 35.885           |
| Firmat                    | Carlos Julio Torres        | 18.294           |
| Fraly Luis Beltrán        | Alejandro Fraga            | 14.390           |
| Frontera                  | Juan Carlos Pastore        | 9.590            |
| Funes                     | Juvenal Carlos Rímini      | 14.750           |
| Gálvez                    | Ricardo Álvarez            | 18.542           |
| Granadero Baigorria       | Miguel Ángel Ansoleaga     | 32.427           |
| Laguna Paiva              | Norberto Trossero          | 12.250           |
| Las Parejas               | Heraldo Mansilla           | 11.317           |
| Las Rosas                 | Raúl Alberto Ponzio        | 12.793           |
| Las Toscas                | Bernardo Darío Vega        | 11.811           |
| Malabrigo                 | Omar Antonio Zampa         | 7.026            |
| Pérez                     | Hugo Corsalini             | 24.436           |
| Puerto General San Martín | Carlos Alberto De Grandis  | 10.871           |
| Rafaela                   | Omar Perotti               | 83.563           |
| Reconquista               | Jacinto Speranza           | 66.143           |
| Recreo                    | Mario Luis Formento        | 12.798           |
| Roldán                    | José María Pedretti        | 12.468           |
| Rufino                    | Héctor Salvo               | 18.361           |
| San Carlos Centro         | Jorge Alberto Placenzotti  | 10.465           |
| San Cristóbal             | Edgardo Luis Martino       | 14.286           |
| San Javier                | Adrián Simil               | 15.606           |
| San Jorge                 | Enrique Luis Marucci       | 16.873           |
| San Justo                 | Rodrigo Leandro Borla      | 21.809           |
| San Lorenzo               | Mónica de la Quintana      | 43.520           |
| Santo Tomé                | Ángel Piaggio              | 59.072           |
| Sunchales                 | Gonzalo Toselli            | 18.757           |
| Tostado                   | Enrique Fedele Briggiler   | 14.273           |
| Totoras                   | Nelson Ucle Marcolini      | 9.587            |
| Venado Tuerto             | Roberto Alcides Ascott     | 69.563           |
| Vera                      | Raúl Alberto Seco Ensina   | 19.797           |
| Villa Cañás               | Alberto Domingo Romagnoli  | 9.328            |
| Villa Constitución        | Horacio Felipe Vaquie      | 44.369           |
| Villa Gobernador Gálvez   | Graciela Beatriz Bonomelli | 74.568           |
| Villa Ocampo              | Enrique Paduán             | 19.101           |

## Comunas
| Município                    | Intendente                   | População (2001) |
| ---------------------------- | ---------------------------- | ---------------- |
| Aarón Castellanos            | Osvaldo Bonino               | 407              |
| Acebal                       | Rogelio Bruno Siliano        | 4.864            |
| Aguará Grande                | Roberto Mario Lagger         | 598              |
| Albarellos                   | Juan Casanova                | 429              |
| Alcorta                      | Vicente Martelli             | 7.450            |
| Aldao                        | Rubén Ricardo Pelosi         | 601              |
| Alejandra                    | Luis Hernán                  | 4.169            |
| Álvarez                      | Guido Ulises Paz             | 5.515            |
| Alvear                       | Oscar Alfredo Montagni       | 3.313            |
| Ambrosetti                   | Edgardo Arévalo Macedo       | 1.355            |
| Amenábar                     | Juan Carlos Giannini         | 1.694            |
| Angélica                     | Juan Carlos Borgarello       | 1.599            |
| Angeloni                     | Carlos Nicolás Doganieri     | 450              |
| Arequito                     | Jorge Alberto Álvarez        | 6.934            |
| Arminda                      | Diego Di Sciafco             | 359              |
| Arocena                      | Osvaldo Enrique Lombardi     | 1.932            |
| Arroyo Aguiar                | Yves Néstor Cadenazzi        | 1.360            |
| Arroyo Ceibal                | Raúl Cioccale                | 1.353            |
| Arroyo Leyes                 | Horacio Orlando Macedo       | 2.241            |
| Arrufó                       | Oscar Pedro Ribotta          | 2.190            |
| Arteaga                      | Adrián Alfredo Bacelli       | 3.068            |
| Ataliva                      | Hermenildo Enrique Picca     | 1.968            |
| Aurelia                      | Ítalo Enrique Ferraudo       | 285              |
| Barrancas                    | Jorge Alberto Calvet         | 5.184            |
| Bauer y Sigel                | Raúl Trucco                  | 519              |
| Bella Italia                 | Héctor Perotti               | 878              |
| Beravebú                     | Graciela Terre de Deux       | 2.399            |
| Berna                        | Teófilo Cristóbal Bianchi    | 1.046            |
| Bernardo de Irigoyen         | Jorge Raúl Carcavilla        | 1.912            |
| Bigand                       | Patricio Andrés Erceg        | 5.077            |
| Bombal                       | José Saúl Betti              | 3.307            |
| Bouquet                      | Guillermo Mario Cornaglia    | 1.446            |
| Bustinza                     | Rubén Oscar Taborra          | 1.600            |
| Cabal                        | Nilo Florentino Marinoni     | 190              |
| Cacique Aricaiquín           | Salomón Elvidio              | 408              |
| Cafferata                    | Juan Priotti                 | 1.565            |
| Campo Andino                 | Hernán Raimundo Oroño        | 517              |
| Campo Piaggio                | Lázaro Hugo Quaranta         | 116              |
| Candioti                     | Alberto Flaviani             | 1.060            |
| Cañada del Ucle              | Ariel Carlos Caram           | 1.087            |
| Cañada Ombú                  | José Luis Paula Das Neves    | 680              |
| Cañada Rica                  | Ángel Bellesi                | 748              |
| Cañada Rosquín               | Hugo Baltasar Dallari        | 5.096            |
| Capivara                     | Laura Rodríguez              | 401              |
| Carlos Pellegrini            | Horacio Alberto Adagio       | 5.074            |
| Carmen                       | Alejandro Urquiza            | 2.065            |
| Carmen del Sauce             | Domingo Lapenta              | 927              |
| Carreras                     | Germán Bautista              | 2.137            |
| Carrizales                   | Nelio José Chimentón         | 1.318            |
| Casalegno                    | Gustavo Barón                | 328              |
| Casas                        | Carlos Luis Robledo          | 828              |
| Castelar                     | Horacio Américo Buttignol    | 862              |
| Castellanos                  | Miguel Sebastián Giacobone   | 314              |
| Cayastá                      | Marcelo Dupraz               | 3.780            |
| Cayastacito                  | Julio Oscor Zuccolo          | 536              |
| Centeno                      | Miguel A. Suárez             | 3.271            |
| Cepeda                       | Benito Pucci                 | 434              |
| Chabás                       | Osvaldo A. Salomón           | 7.248            |
| Chañar Ladeado               | Raúl Ángel Serra             | 5.708            |
| Chapuy                       | Jorge Juan Marmiroli         | 614              |
| Chovet                       | Esteban Mateo Bogdanich      | 2.567            |
| Christophersen               | Víctor Anselmo Caminos       | 769              |
| Classon                      | Héctor Claudio Vecino        | 1.104            |
| Colonia Aldao                | Hugo Ricardo Michelini       | 1.611            |
| Colonia Ana                  | José Luis Musso              | 350              |
| Colonia Belgrano             | Walter I. Falchini           | 1.248            |
| Colonia Bicha                | Rodolfo Ferrero              | 248              |
| Colonia Bigand               | Adrián Oggero                | 187              |
| Colonia Bossi                | Roberto Miguel Bocco         | 444              |
| Colonia Cavour               | Marcelo Cerutti              | 306              |
| Colonia Cello                | Dante Osvaldo Colono         | 419              |
| Colonia Clara                | Héctor Giordano              | 166              |
| Colonia Dolores              | Dora Teresa Salteño          | 562              |
| Colonia Dos Rosas y La Legua | Hugo Franck                  | 242              |
| Colonia Durán                | Ariel Romano                 | 1.045            |
| Colonia Esther               | Alfredo Rafael Polini        | 113              |
| Colonia Iturraspe            | Miguel Picco                 | 115              |
| Colonia Margarita            | José Operto                  | 445              |
| Colonia Mascías              | Juan Rodolfo Schmidt         | 1.128            |
| Colonia Raquel               | Realdo Juan Scandolo         | 529              |
| Colonia San José             | Luis Ángel Chatelain         | 400              |
| Constanza                    | Elidio Elvio Barale          | 307              |
| Coronel Arnold               | Osvaldo Raúl Marzetti        | 929              |
| Coronel Bogado               | Roberto Delorenzi            | 2.464            |
| Coronel Fraga                | José Ghiotti                 | 486              |
| Coronel Rodolfo S. Domínguez | José Antonio Mastrocola      | 847              |
| Correa                       | Alberto Daniel Monti         | 5.802            |
| Crispi                       | Adalberto Marcelo Biderbost  | 656              |
| Cululú                       | Darío Rudolf                 | 417              |
| Curupaity                    | Jorge Antonio Anteonri       | 457              |
| Desvío Arijón                | Juan Carrión                 | 2.639            |
| Díaz                         | Alfredo Ignacio Carreira     | 1.782            |
| Egusquiza                    | Horacio Fassi                | 551              |
| El Arazá                     | Alberto Luis Navarro         | 670              |
| El Rabón                     | Ramona Otilia Sánchez        | 1.677            |
| El Sombrerito                | Raúl Colussi                 | 1.417            |
| Elisa                        | Jacquelina Crippa            | 1.705            |
| Elortondo                    | Ernesto José Lombardi        | 6.393            |
| Emilia                       | Omar Ángel Panigo            | 964              |
| Empalme San Carlos]]         | Luis Antonio Degiorgio       | 412              |
| Empalme Villa Constitución   | Ricardo Crocco               | 5.892            |
| Esmeralda                    | Roberto Manuel Rioja         | 711              |
| Estación Alvear              | Oscar Alfredo Montagni       | 3.313            |
| Estación Clucellas           | Raúl Juan Cuggino            | 840              |
| Esteban Rams                 | Germán Gerónimo Malagueño    | 373              |
| Eusebia y Carolina           | Néstor Getto                 | 977              |
| Eustolia                     | Jorge José Francisco Ruffino | 200              |
| Felicia                      | Félix Stettler               | 2.254            |
| Fidela                       | Irineo Antonio Artesama      | 247              |
| Fighiera                     | Carlos Mariani               | 4.812            |
| Florencia                    | Víctor Manuel Rodríguez      | 7.219            |
| Fortín Olmos                 | Héctor Abel Gómez            | 3.738            |
| Franck                       | Omar Mierke                  | 4.511            |
| Fuentes                      | Norberto Osvaldo Contrucci   | 2.628            |
| Gaboto                       | Horacio Herrera              | 2.617            |
| Galasteo                     | Armando Juan Canavese        | 351              |
| Garabato                     | Manuel Luis Muñoz            | 2.134            |
| Garibaldi                    | Héctor Mario Spada           | 471              |
| Gato Colorado                | Mirta Rosa Barea de Acosta   | 1.522            |
| General Gelly                | Walter Zupanovich            | 787              |
| General Lagos                | Oscar Elio Ferri             | 3.341            |
| Gessler                      | Bartolomé Luis Giacosa       | 1.007            |
| Gobernador Crespo            | Omar Enrique Ceschi          | 4.941            |
| Gödeken                      | Jorge Alberto Rossel         | 1.707            |
| Godoy                        | Nora Onelia Mendonca         | 1.419            |
| Golondrina                   | Bernabé Esteban Licausi      | 1.053            |
| Gregoria Pérez de Denis      | Juan Riemesma                | 2.181            |
| Grutly                       | Antonio Primo Spinelli       | 1.023            |
| Guadalupe Norte              | Frain Francisco Tortul       | 1.255            |
| Helvecia                     | Víctor Hugo Flores           | 8.505            |
| Hersilia                     | Claudio Marcelo Roberto      | 3.056            |
| Hipatía                      | José Alberto Grosso          | 561              |
| Huanqueros                   | Armando Cosme Cirilio Sasia  | 948              |
| Hugentobler                  | Miguel Milanesio             | 143              |
| Hughes                       | Néstor Horacio Parnasso      | 4.362            |
| Humberto Primo               | Jorge Ortiz Zavalla Carea    | 4.963            |
| Humboldt                     | Germán Alcides Kahlow        | 4.425            |
| Ibarlucea                    | Juan José Primo              | 2.603            |
| Ingeniero Chanourdie         | Jorge Ramón Delarosa         | 1.335            |
| Intiyaco                     | Oscar Ayala                  | 1.746            |
| Ituzaingó                    | Pedro Eduardo Schneller      | 119              |
| Jacinto L. Aráuz             | Walter Arosio                | 213              |
| Josefina                     | Ricardo Andrés Giacosia      | 2.469            |
| Juan Bernabé Molina          | Carlos Luis Berti            | 1.502            |
| Juan de Garay                | Héctor Rubén Poy             | 85               |
| Juncal                       | Norberto Felippi             | 1.277            |
| La Brava                     | Rubén Matterson              | 673              |
| La Cabral                    | Luis Lucio Mezzenasco        | 235              |
| La Camila                    | Gerardo Baroni               | 232              |
| La Chispa                    | Juan Randisi                 | 497              |
| La Criolla                   | Roberto Tion                 | 2.381            |
| La Gallareta                 | Mirtha Teresa Cena           | 3.176            |
| La Lucila                    | Luis García                  | 304              |
| La Pelada                    | Ricardo Juan Garbaglia       | 1.347            |
| La Penca y Caraguatá         | Celestino Beghetti           | 520              |
| La Rubia                     | Alejandro Dupoy              | 530              |
| La Sarita                    | Ángel Nobile                 | 1.985            |
| La Vanguardia                | Juan Carlos Divita           | 455              |
| Labordeboy                   | Carlos Alberto Sampietro     | 1.091            |
| Landeta                      | Elmo Alfonso Lozano          | 1.449            |
| Lanteri                      | Raúl Antonio Niclis          | 2.884            |
| Larrechea                    | Roberto Hildo Giraudo        | 659              |
| Las Avispas                  | Ramón Adán Pérez             | 213              |
| Las Bandurrias               | Gerardo Ramón Baudrocco      | 276              |
| Las Garzas                   | Fabián Copetti               | 1.843            |
| Las Palmeras                 | Víctor Hugo Cravero          | 707              |
| Las Petacas                  | Miguel Ángel Batistelli      | 1.178            |
| Las Tunas                    | Aldo Hoffmann                | 531              |
| Lazzarino                    | José Luis Rodríguez          | 472              |
| Lehmann                      | Hugo José Riberi             | 2.608            |
| Llambi Campbell              | Stella Maris Fruttero        | 2.494            |
| Logroño                      | Adolfo Ricardo Weder         | 849              |
| Loma Alta                    | Vilmo Enris Raimondi         | 262              |
| López                        | Gustavo Enrique Bressi       | 1.467            |
| Los Amores                   | Oscar Walkert                | 1.424            |
| Los Cardos                   | Carlos Alberto Coppari       | 1.459            |
| Los Laureles                 | Juan Antonio Chapero         | 1.716            |
| Los Molinos                  | Juan Carlos Baruffaldi       | 1.970            |
| Los Quirquinchos             | Sergio Fernando Cid          | 2.732            |
| Lucio V. López               | Ángel Amadeo Carletti        | 559              |
| Luis Palacios                | Elbio Emilio Biyovich        | 1.149            |
| Maciel                       | Jorge Marucco                | 5.314            |
| Maggiolo                     | Andrés Nelson de Francesco   | 2.176            |
| Marcelino Escalada           | Osvaldo Omar Mana            | 1.921            |
| Margarita                    | Livio José Krumbein          | 4.251            |
| María Juana                  | Daniel Norberto Rosa         | 4.707            |
| María Luisa                  | Geraldo Luis Rinaldi         | 695              |
| María Susana                 | Enrique Ramón Piatti         | 3.423            |
| María Teresa                 | María Cristina Gómez         | 3.940            |
| Matilde                      | Carlos Alberto Bertossi      | 940              |
| Mauá                         | Omar Ramón Viotti            | 102              |
| Máximo Paz                   | Iván José Camats             | 3.562            |
| Melincué                     | Oscar Pernigotti             | 2.219            |
| Miguel Torres                | Vicente Gerónimo D'Amico     | 427              |
| Moisés Ville                 | Abel Darío Urban             | 2.572            |
| Monigotes                    | Mario Ricardo González       | 527              |
| Monje                        | Mario Dipente                | 2.308            |
| Monte Oscuridad              | Daniel Albino Racca          | 725              |
| Monte Vera                   | Bruno Gatto                  | 7.068            |
| Montefiore                   | Mauricio Daniel Krojn        | 338              |
| Montes de Oca                | Miguel Hugo Bonalumi         | 3.077            |
| Murphy                       | Emilio Marciano              | 3.547            |
| Naré                         | Claudio Ardizana             | 574              |
| Nelson                       | Dionisio Ramírez             | 4.574            |
| Nicanor Molinas              | Héctor Joaquín Giuliani      | 959              |
| Nuevo Torino                 | Norberto Enrique Sella       | 761              |
| Ñanducita                    | Alberto Elvio Baroni         | 241              |
| Oliveros                     | Oscar Moyano                 | 4.773            |
| Luis Palacios                | Adalberto Raúl Ensener       | 638              |
| Pavón                        | José Antonio López           | 1.493            |
| Pavón Arriba                 | Walter Bastianelli           | 1.978            |
| Pedro Gómez Cello            | Hugo Jaime Perello           | 910              |
| Peyrano                      | Gustavo Toledo               | 2.637            |
| Piamonte                     | Norberto Raúl Bianciotto     | 3.615            |
| Pilar                        | Héctor Ramón Pinzano         | 4.545            |
| Piñero                       | Walter Omar Carrenzo         | 1.128            |
| Plaza Clucellas              | Mario Bertello               | 1.502            |
| Portugalete                  | Oscar Roque Kalbermatter     | 179              |
| Pozo Borrado                 | Ricardo César Tolkachier     | 1.502            |
| Presidente Roca              | Norberto Vilois              | 980              |
| Progreso                     | Julio César Muller           | 2.297            |
| Providencia                  | Daniel Castro                | 917              |
| Pueblo Andino                | Oscar Erminio Pagnucco       | 1.8575           |
| Pueblo Esther                | Humberto Bollachi            | 5.186            |
| Pueblo Irigoyen              | Horacio Clemente Ramella     | 1.053            |
| Pueblo Marini                | Ángel Pedro Luciano          | 217              |
| Pueblo Muñoz                 | Alberto Federico Gunegondi   | 511              |
| Pueblo Uranga                | Elsa Beatriz Tenaglia        | 957              |
| Pujato                       | Mario José Gatti             | 1.525            |
| Pujato Norte                 | Adriana Luisa Engler         | 179              |
| Ramayón                      | Darío Zerbatto               | 573              |
| Ramona                       | Domingo Valentín Tessino     | 1.751            |
| Ricardone                    | Fabián A. Acosta             | 1.653            |
| Rivadavia                    | Roberto Augusto Muller       | 282              |
| Romang                       | Froilán Yoris                | 8.011            |
| Rueda                        | Daniel Maffei                | 677              |
| Sa Pereira                   | José Luis Manzoni            | 1.681            |
| Saguier                      | Américo Pedro Gariboldi      | 539              |
| Saladero Mariano Cabal       | Armando Roque Pereyra        | 870              |
| Salto Grande                 | Roberto Felippetti           | 2.341            |
| San Augstín                  | Francisco D. Godano          | 921              |
| San Antonio                  | Héctor Marcelo Previotto     | 409              |
| San Antonio de Obligado      | Diego González               | 2.484            |
| São Bernardo (Santa Fé)      | Aldo Juan Iñíguez            | 819              |
| San Bernardo (San Justo)     | Germán Nicolás Strottmann    | 105              |
| San Carlos Norte             | Miguel José Gatti            | 933              |
| San Carlos Sud               | Albino Evaristo Pons         | 1.946            |
| San Eduardo                  | Miguel Ángel Migliore        | 1.280            |
| San Eugenio                  | Juan Carlos Santoro          | 140              |
| San Fabián                   | Rubén Oscar Crotti           | 879              |
| San Francisco de Santa Fé    | Juan Downes                  | 370              |
| San Genaro                   | Alberto Pucciarelli          | 4.315            |
| San Genaro Norte             | Fernando Suárez              | 4.558            |
| San Gregorio                 | Fernando Tarditti            | 4.441            |
| San Guillermo                | Carlos Parola                | 6.744            |
| San Jerónimo del Sauce       | Alcides Perren               | 974              |
| San Jerónimo Norte           | Raúl Martín Jullier          | 6.036            |
| San Jerónimo Sud             | Marcelo Cisana               | 2.754            |
| San José de la Esquina       | Oscar Henzo Coppari          | 6.905            |
| San José del Rincón          | Mario Facino                 | 8.503            |
| San Mariano                  | Hugo Alberto Benassi         | 427              |
| San Martín de las Escobas    | Luis Alberto Herrera         | 2.518            |
| San Martín Norte             | Gabriel César Testa          | 672              |
| San Vicente                  | Gustavo Luis Welschen        | 5.813            |
| Sancti Spiritu               | José Luis Gianini            | 3.896            |
| Sanford                      | Rosa Mengoni                 | 1.965            |
| Santa Clara de Buena Vista   | Juan Manuel Cuadana          | 3.061            |
| Santa Clara de Saguier       | José Luis Catalano           | 2.401            |
| Santa Isabel                 | Juan Enrique Lombardi        | 3.855            |
| Santa Margarita              | Juan Zaiser                  | 1.388            |
| Santa María Centro           | Sergio Mateo Cortese         | 205              |
| Santa María Norte            | Enrique Miguel Amherdt       | 289              |
| Santa Rosa de Calchines      | Oscar Francisco Sosa         | 5.629            |
| Santa Teresa                 | Gustavo Calabró              | 3.278            |
| Santo Domingo                | Darío Riva                   | 1.758            |
| Santurce                     | Rubén Florindo Nieva         | 116              |
| Sargento Cabral              | Juan Carlos Pérez            | 1.077            |
| Sarmiento                    | Rubén Pirola                 | 1.563            |
| Sastre                       | Rosaldo Gardella             | 5.521            |
| Sauce Viejo                  | Marcelo O. Zalazar           | 6.825            |
| Serodino                     | Mónica Stumpo                | 3.382            |
| Silva                        | Hugo Daniel Sarniotti        | 432              |
| Soldini                      | José Jorge Burgueño          | 2.772            |
| Soledad                      | Rubén Alberto Mastrizzo      | 1.563            |
| Soutomayor                   | Enrique Longoni              | 245              |
| Suardi                       | Gustavo Sella                | 5.965            |
| Susana                       | Raúl Peretto                 | 1.237            |
| Tacuarendí                   | Hilario Robledo              | 2.826            |
| Tacural                      | Aldo Yorda                   | 1.450            |
| Tacurales                    | Juan Carlos Rollon           | 528              |
| Tartagal                     | Noemí Cuellas                | 2.107            |
| Teodelina                    | Martín Labbe                 | 6.095            |
| Theobald                     | Ángel Paolucci               | 302              |
| Timbúes                      | Néstor Sánchez               | 3.321            |
| Toba                         | Hernán Néstor Niemiz         | 976              |
| Tortugas                     | Jorge Carlos Besso           | 2.428            |
| Traill                       | Oscar Antonio Zalloco        | 196              |
| Vera y Gutiérrez             | Domingo Gutiérrez            | 1.229            |
| Videla                       | Hugo Lainatti                | 2.249            |
| Vila                         | Claudio Gramaglia            | 1.675            |
| Villa Amelia                 | Fernando Jesús Paladini      | 1.191            |
| Villa Ana                    | Daniel Alberto Rodríguez     | 3.765            |
| Villa Eloisa                 | Vicente Luis Koller          | 3.312            |
| Villa Guillermina            | Ricardo Duarte               | 4.844            |
| Villa Minetti                | Hugo Terre                   | 4.943            |
| Villa Mugueta                | Alberto Antonio Rassol       | 2.492            |
| Villa San José               | Mendrado Mario Zenklusen     | 461              |
| Villa Saralegui              | Jorge Fain                   | 1.025            |
| Villa Trinidad               | Germán Alfredo Cerutti       | 2.945            |
| Villada                      | Ángel Ricardo Pizzichini     | 1.332            |
| Virginia                     | Pedro Fraire                 | 374              |
| Wheelwright                  | Juan Ángel Bilicich          | 6.004            |
| Zavalla                      | Raúl Alberto Rajmil          | 4.663            |
| Zenón Pereyra                | Carlos Antonio Agosti        | 1.943            |